# 대한민국 헌법 제28조
대한민국 헌법 제28조는 형사보상청구권을 인정하는 대한민국 헌법의 조항이다.

## 본문
형사피의자 또는 형사피고인으로서 구금되었던 자가 법률이 정하는 불기소처분을 받거나 무죄판결을 받은 때에는 법률이 정하는 바에 의하여 국가에 정당한 보상을 청구할 수 있다.

## 내용
- 형사보상청구권

## 같이 보기
- 대한민국 헌법 제2장
- 형사보상 및 명예회복에 관한 법률